# Gare de Louhossoa
La gare de Louhossoa est une gare ferroviaire française de la ligne de Bayonne à Saint-Jean-Pied-de-Port, située sur le territoire de la commune de Louhossoa, sur le bord de la Nive à environ deux kilomètres du bourg centre accessible par la RD 918, dans le département des Pyrénées-Atlantiques en région Nouvelle-Aquitaine. 
Elle est mise en service en 1892 par la compagnie des chemins de fer du Midi.
C'est une halte voyageurs de la Société nationale des chemins de fer français SNCF, desservie par des trains TER Nouvelle-Aquitaine jusqu'en 2019.

## Situation ferroviaire
Établie à 67 mètres d'altitude La gare d'Louhossoa est située au point kilométrique (PK) 227,578 de la ligne de Bayonne à Saint-Jean-Pied-de-Port (voie unique), entre les gares d'Itxassou et de Pont-Noblia-Bidarray.

## Histoire
La halte de Louhossoa est mise en service le 20 août 1892 par la Compagnie des chemins de fer du Midi et du Canal latéral à la Garonne (Midi), lorsqu'elle ouvre à l'exploitation la deuxième section de Cambo-les-Bains à Ossès,.

La halte en mai 2010
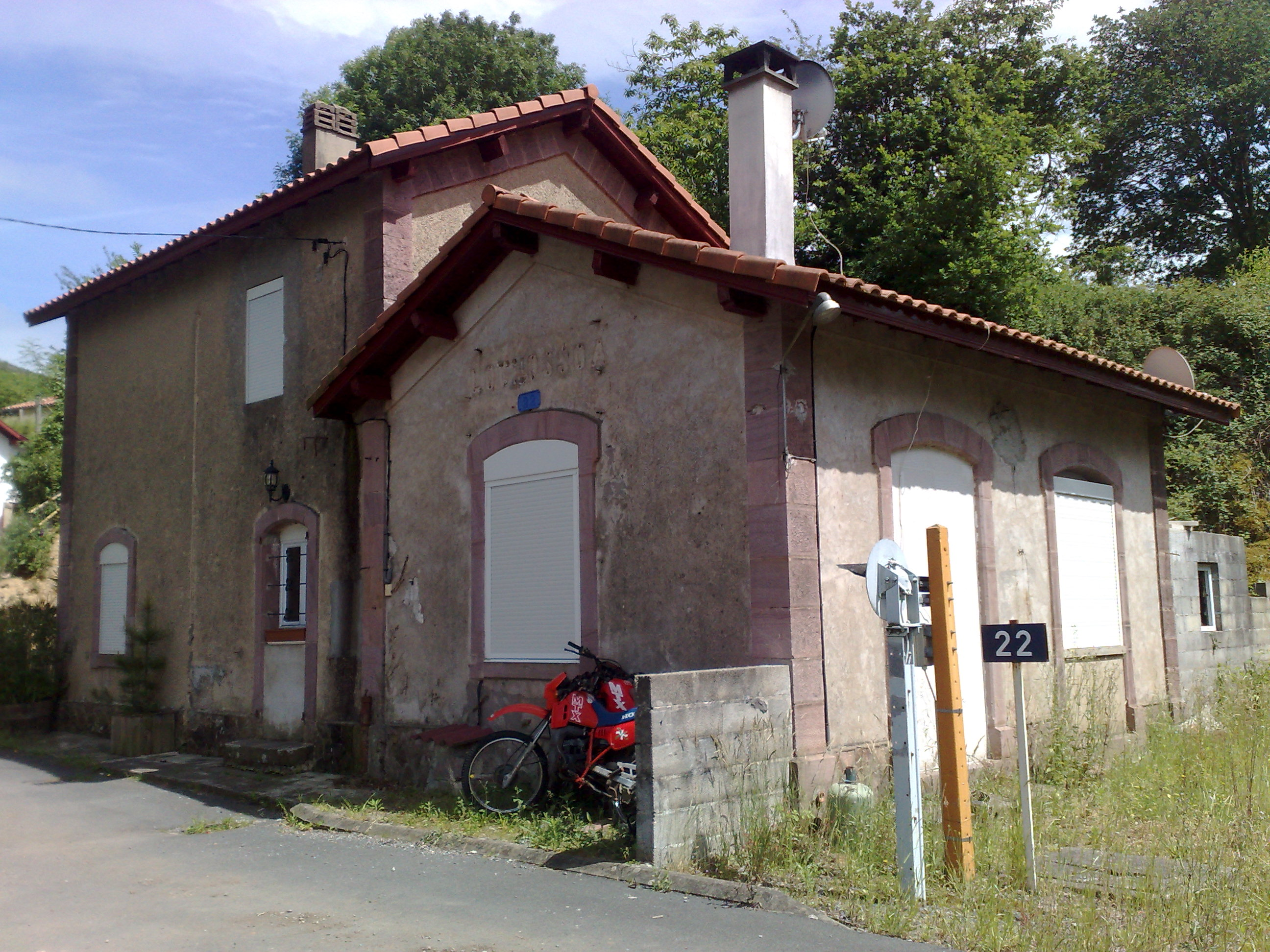
Ancien bâtiment.
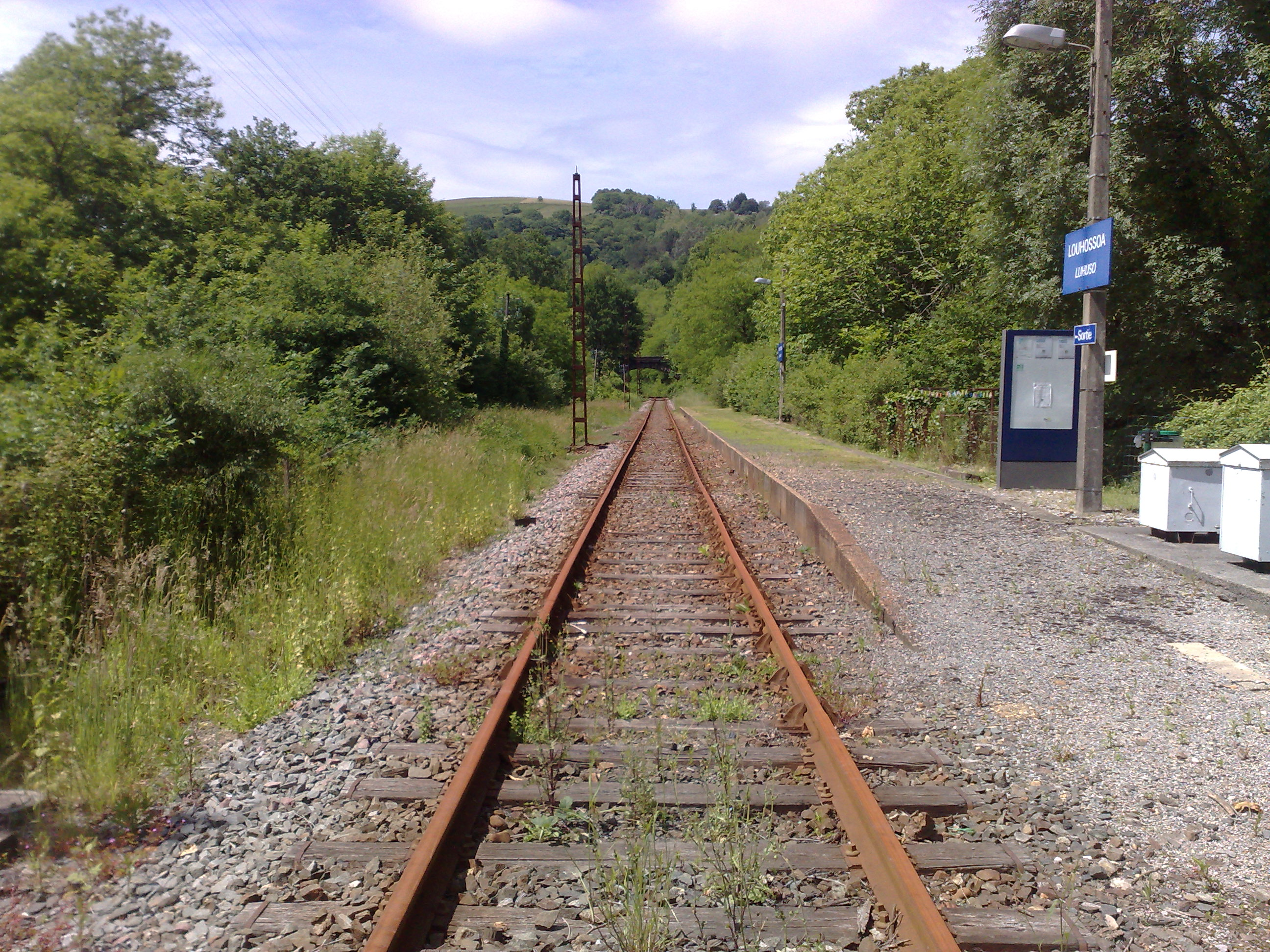
Quai et voie.
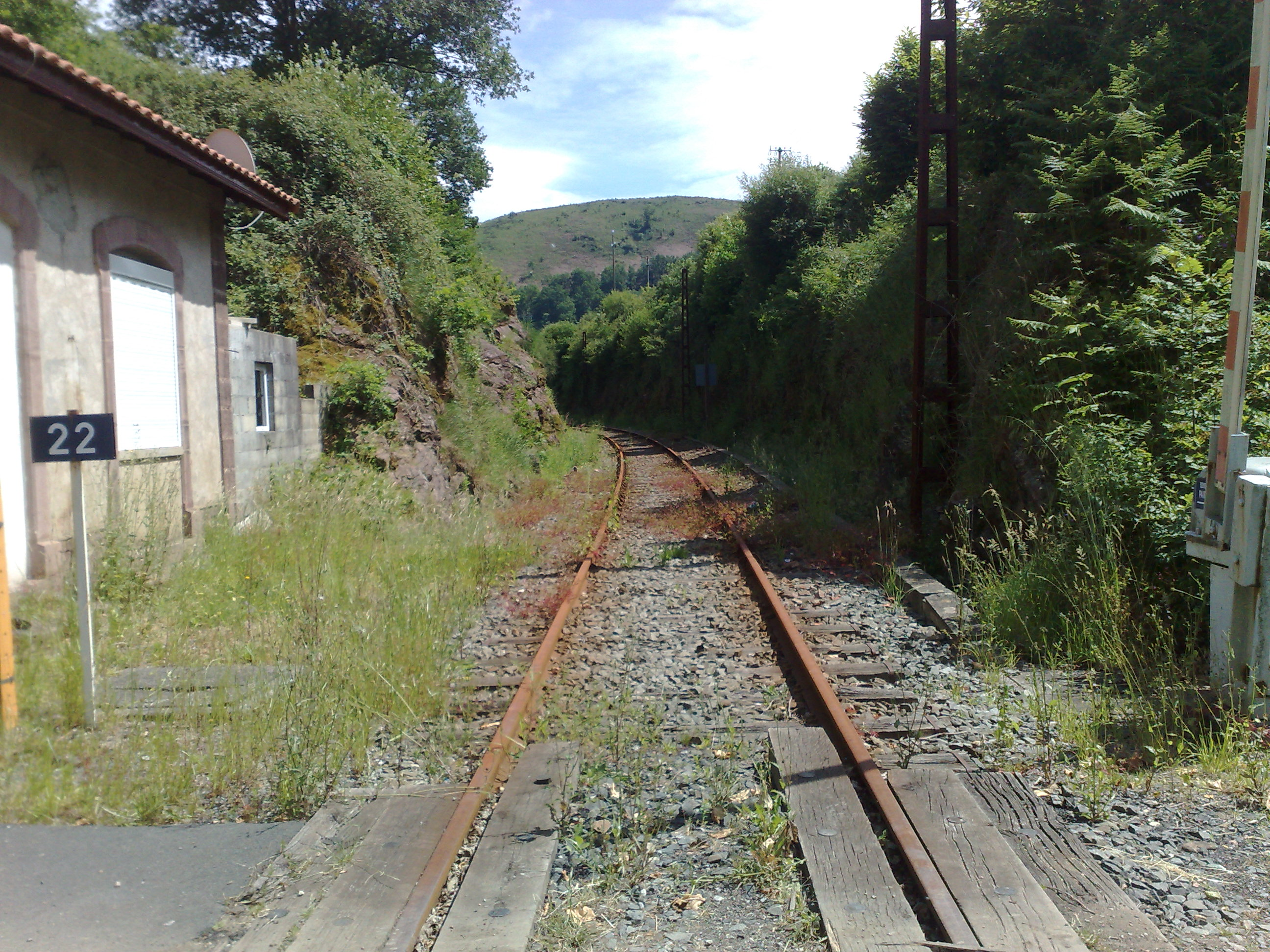
La voie.

En 2014, selon les estimations de la SNCF, la fréquentation annuelle de la gare était de 456 voyageurs.
Fin 2019, le nombre de dessertes de la ligne est augmenté et l'ensemble des trains rendu omnibus, mais les gares d'Itxassou, Jatxou et Louhossoa ne sont alors plus desservies par leur unique aller-retour quotidien.

## Service des voyageurs

### Accueil
Halte SNCF, c'est un point d'arrêt non géré (PANG) à entrée libre. Elle dispose d'un quai avec un abri.
L'entrée de la halte s'effectue à côté du passage à niveau.

### Desserte
Louhossoa était une halte du réseau TER Nouvelle-Aquitaine desservie par des trains régionaux de la relation Bayonne - Saint-Jean-Pied-de-Port.

## Patrimoine ferroviaire
L'ancien bâtiment du garde barrière agrandi en halte est devenu une habitation privée.